# Ceroplastes ocreus
Ceroplastes ocreus är en insektsart som beskrevs av Mosquera 1984. Ceroplastes ocreus ingår i släktet Ceroplastes och familjen skålsköldlöss.
Artens utbredningsområde är Colombia. Inga underarter finns listade i Catalogue of Life.